# Circonscription de Throsby
Pour les articles homonymes, voir Throsby.

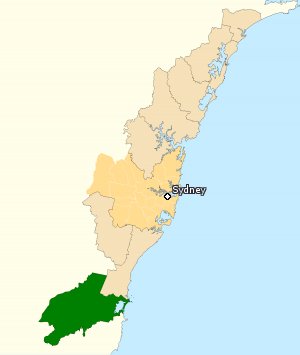
La circonscription de Throsby (en vert) au sud de Sydney (en beige)) en Nouvelle-Galles du Sud.

La circonscription de Throsby est une circonscription électorale australienne située dans l'État de Nouvelle-Galles du Sud. 
Elle a été créée en 1984 et porte le nom de Charles Throsby, un célèbre explorateur de la région au sud de Sydney au XIXe siècle. Elle est située au sud de Sydney et se compose de toute la zone d'administration locale de Shellharbour, la partie sud de la zone adjacente de Wollongong, avec la zone industrielle de Port Kembla et la zone résidentielle autour de Dapto ainsi que de la partie nord de la Municipalité de Kiama avec Minnamurra, Kiama Downs, Bombo et Jamberoo.
Elle a toujours élu un député travailliste depuis sa création. Cela est dû à la forte présence d'une classe ouvrière dans la région en raison de la présence d'industries (sidérurgie, mines de charbon et manutention).
En février 2016, la circonscription de Throsby a été renommée Whitlam en l'honneur de l'ancien Premier ministre Edward Gough Whitlam,.

## Députés
| Nom           | Parti        | Période de mandat |
| ------------- | ------------ | ----------------- |
| Colin Hollis  | Travailliste | 1984–2001         |
| Jennie George | Travailliste | 2001–2010         |
| Stephen Jones | Travailliste | 2010–2016         |